# Zedern-Prozessionsspinner
Der Zedern-Prozessionsspinner (Traumatocampa bonjeani) ist ein Schmetterling (Nachtfalter) aus der Familie der Zahnspinner (Notodontidae).

## Merkmale
Die Falter haben eine Vorderflügellänge von 15 bis 17 Millimetern, wobei die Männchen etwas kleiner als die Weibchen sind. Die Art sieht dem Kiefern-Prozessionsspinner (Traumatocampa pinivora) sehr ähnlich und hat ebenso weißlichgrau gefärbte Vorderflügel, auf denen drei feine, schwach dunkelbraune Querbinden verlaufen. Anders als bei der ähnlichen Art nähern sich die beiden weiter außen gelegenen Binden zum Flügelinnenrand nicht an, sondern verlaufen nahezu parallel, wie es auch beim Pinien-Prozessionsspinner (Traumatocampa pityocampa) der Fall ist. Außerdem sind die Binden weniger kräftig gefärbt. Die äußerste Binde ist gezackt, die erste, nahe an der Flügelbasis ist im Vergleich zu den beiden äußeren nur schwach ausgebildet. Die Fühler sind länger und gelblicher gefärbt als bei Traumatocampa pinivora. Der Thorax ist graubraun und gelblich behaart, der Hinterleib ist blass rotbraun gefärbt.

## Vorkommen
Traumatocampa bonjeani ist in Nordafrika verbreitet und tritt in Marokko, Tunesien und wahrscheinlich auch Algerien auf. Die Art besiedelt sowohl tiefe Lagen an der Küste als auch das Gebirge und tritt vor allem in trockenen Zedernwäldern auf.

## Lebensweise
Die Imagines fliegen von Juli bis Oktober. Die Raupen ernähren sich von der Atlas-Zeder (Cedrus atlantica), an der sie mitunter als Schädling auftreten können.

## Belege